# 그리고 바통은 넘겨졌다
《그리고 바통은 넘겨졌다》(일본어: そして、バトンは渡された)는 세오 마이코의 장편 소설이다. 2018년 2월에 분게이슌주에서 출판되었다. 대한민국에는 스토리텔러에서 출간되었고 역자는 권일영이다.

## 소개
2019년 일본 서점대상 수상!
지금 내 곁에 있는 사람이 더욱 소중해지는 가족 소설
『그리고 바통은 넘겨졌다』는 피가 섞이지 않은 부모 사이를 릴레이 경주하듯 이어가며 네 번이나 이름이 바뀐 한 소녀의 성장 이야기를 담고 있다. 하지만 이야기의 초점은 소녀의 관점에서 본 여러 보호자들의 부모 역할에 맞추어져 있다. 어른들의 갈등, 의도, 배려 들은 소설의 뒤편에 감추어져 있거나 나중에 드러난다. 환경이 바뀔 때마다 주인공이 경험하는 새로운 부모 역할과, 그것에 맞추어 세심하게 딸 역할을 해내는 소녀의 노력이 그려진다. (출처 : yes24 상품페이지)

## 서적 정보
- 세오 마이코 《그리고 바통은 넘겨졌다》
  - 단행본：2018년 2월 22일 발매, 분게이슌주, ISBN 978-4-16-390795-6
  - 문고본：2020년 9월 2일 발매, 분게이슌주, ISBN 978-4-16-791554-4
  - 한글 번역본 : 2019년 7월 31일, 스토리텔러,  ISBN 9788967442088

## 등장인물
모리미야 유우코(森宮優子) (17세)
주인공.  친어머니가 교통사고로 돌아가신 후 아버지는 재혼을 하였고, 이후 아버지가 회사 사정에 의해 브라질로 전근을 가게 되었음. 이 과정에서 새엄마가 된 리카와 일본에 남기를 선택하고 리카의 2번의 재혼으로 3명의 아버지(친아빠, 이즈미가하라, 모리미야)를 가지게 됨.
모리미야씨(森宮さん) (37세)
유우코의 세 번째이자 마지막 아버지가 된 사람. 리카는 모리미야씨와 재혼 후 2달 만에 모리미야씨를 떠났고 유우코는 모리미야씨가 맡게 됨. 피가 섞이지 않은 딸 유우코를 위해 최선을 다함.
리카(梨花)
유우코의 두 번째 엄마.

## 영화
2021년에 영화화되었다. 감독은 마에다 테츠, 각본은 하시모토 히로시, 주연은 나가노 메이가 맡았다.

### 출연
모리미야 유우코(森宮優子)
배우 - 나가노 메이
모리미야씨(森宮さん)
배우 - 다나카 케이
리카(梨花)
배우 - 이시하라 사토미

### 스탭
- 원작 : 세오 마이코 《그리고 바통은 넘겨졌다》(분게이슌주)
- 감독 : 마에다 테츠
- 각본 : 하시모토 히로시
- 음악 : 후우키 하루미
- 주제가 : SHE'S「Chained」(유니버셜 뮤직)
- 배급 : 워너브라더스
- 제작프로덕션 : 호리프로
- 제작 : 영화《그리고 바통은 넘겨졌다》 제작위원회 (워너브라더스, 호리프로, 닛테레, 요미우리테레비, 분게이슌주, JR동일본기획, 로손엔터테인먼트, 스타더스트 픽처스, 삿포로테레비, 미야기테레비, 시즈오카다이이치테레비, 츄쿄테레비, 히로시마테레비, 후쿠오카방송)